# Gottfried Semper

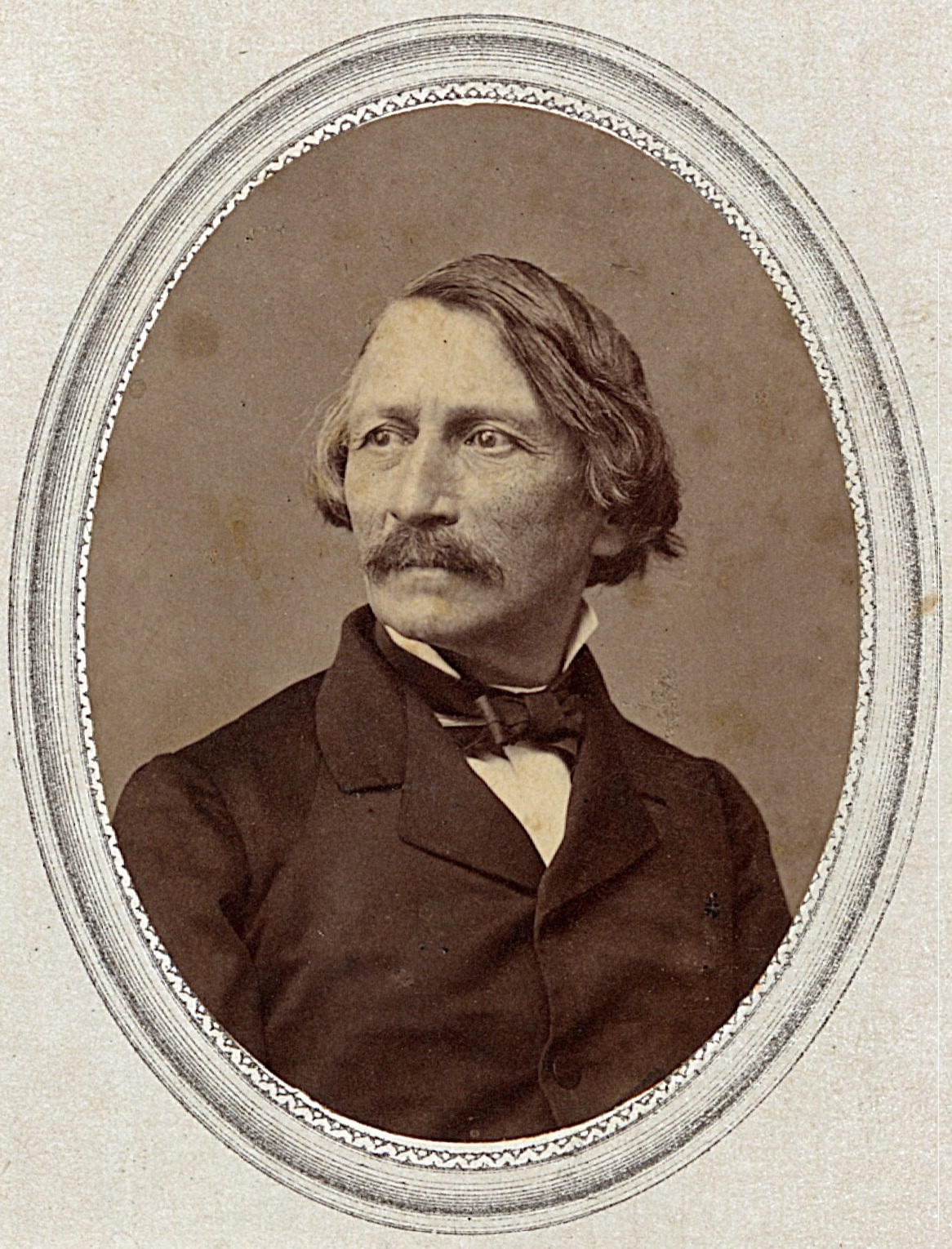
Gottfried Semper,
Foto: Johannes Ganz, 1870

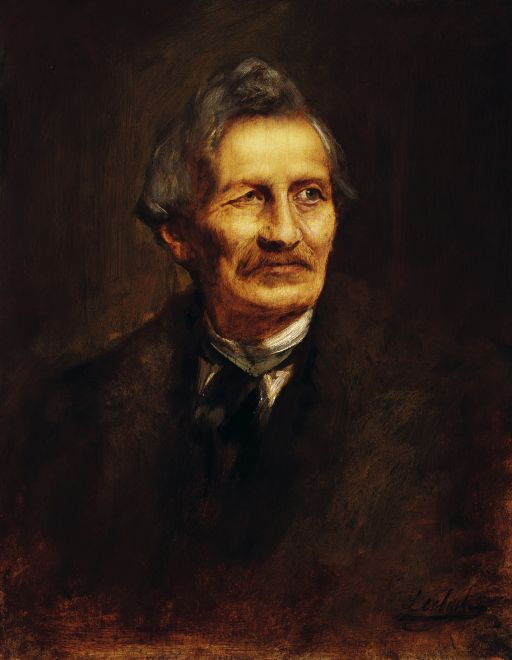
Gottfried Semper, Porträt von Franz von Lenbach, 1879

Gottfried Semper (* 29. November 1803 in Hamburg; † 15. Mai 1879 in Rom) war ein deutscher Architekt des Historismus. Zu seinen Hauptwerken gehören das Opernhaus und die Gemäldegalerie in Dresden, das Polytechnikum in Zürich sowie die Neuen Hofmuseen, das Neue Hofburgtheater und die Neue Hofburg in Wien. Er gilt als Mitbegründer der modernen Theaterarchitektur.

## Leben

### Frühe Jahre

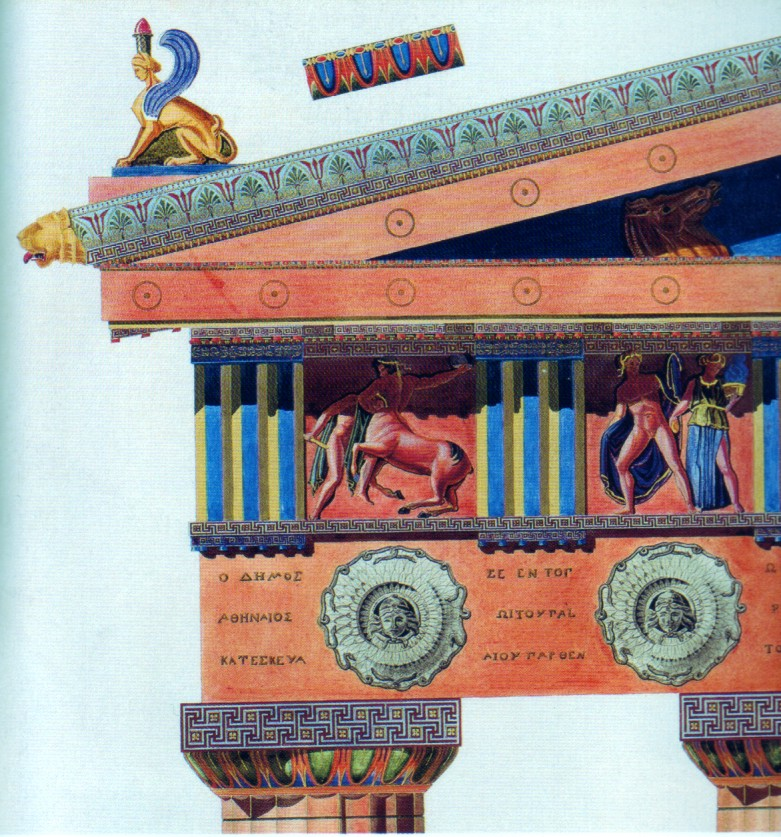
Rekonstruktion der Polychromie des Parthenons, Zeichnung von Gottfried Semper, 1836

Gottfried Semper war der Sohn des wohlhabenden Wollfabrikanten Gottfried Emanuel Semper (1768–1831) aus Landeshut in Schlesien, der aber bereits als Kind nach Hamburg gekommen war, und der Johanna Marie geb. Paap (1771–1857), die aus einer hugenottischen Familie stammte. Gottfried Emanuel Semper hatte nach der Eheschließung die Leitung der bereits 1651 in Altona gegründeten und europaweit berühmten Wollfabrikation J. W. Paap, die der Familie seiner Frau gehört, übernommen. Gottfried Semper wurde in Hamburg im Hinterhof eines Mietshauses am Neuen Wall 164 (heute 80–84) geboren und im damals dänischen Altona reformiert getauft. Er war das fünfte von acht Kindern. Kurz danach bezog die Familie ein eigenes Haus am „Hopfensack“. Nach der französischen Besetzung Hamburgs im Jahr 1806 zog die Familie nach Altona. Auf das Gymnasium wurde er von Pastor Mielck in Barmstedt vorbereitet und er besuchte ab 1819 die Hamburger Gelehrtenschule des Johanneums. Von 1823 bis 1825 studierte er, ohne Erlangung eines formalen Abschlusses, an der Universität Göttingen Mathematik bei Bernhard Friedrich Thibaut und Geschichtswissenschaft. Nach einem vergeblichen Versuch, 1825 eine Stelle als Volontär bei den Düsseldorfer Hafen- und Wasserbauten zu erlangen, schrieb er sich Ende des Jahres in der Architekturklasse der Kunstakademie München ein, ohne allerdings ernsthafte Studien zu betreiben.
Ausgedehnte Wanderungen führten ihn 1826 durch Deutschland (Heidelberg, Würzburg, Regensburg), im Dezember 1826 musste er nach einem Duell mit Harro Harring nach Paris fliehen, wo er für Jakob Ignaz Hittorff und Franz Christian Gau arbeitete, den berühmten deutschstämmigen Architekten der Stadt. Hier arbeitete er konzentriert an mehreren Studienentwürfen. In Paris lernte er auch die naturwissenschaftlichen Sammlungen des Jardin des Plantes kennen, die ihn sehr beeindruckten. 1828 begann er als Volontär beim Hafenbau in Bremerhaven zu arbeiten, reiste aber schon 1829 zu einem erneuten Studienaufenthalt nach Paris. Dort erlebte er begeistert die Julirevolution von 1830. Im August 1830 brach er nach Italien auf und war Ende November in Rom. Im Februar 1831 war er in Pompeji und brach wenig später mit sechs französischen Architekten nach Sizilien auf, um die Tempelanlagen von Agrigent, Selinunt und Segesta zu studieren. Anschließend fuhr er mit dem französischen Architekten Jules Goury nach Griechenland, wo ihm Friedrich Thiersch einen diplomatischen Status verschaffte, damit er die Tempelanlagen von Ägina besuchen konnte. Vergebens hoffte er jedoch auf eine Beschäftigung bei der von Leo von Klenze entworfenen Residenz für König Otto von Griechenland. 1832 war er vier Monate an archäologischen Forschungen auf der Athener Akropolis beteiligt. Dabei interessierte ihn vor allem die in der Biedermeierzeit aufgeworfene Frage, ob die Bauwerke der Griechen und Römer bunt bemalt waren oder nicht (Polychromiestreit). Nach Rom zurückgekehrt gelang es ihm, an allen Teilen der Trajanssäule Farbspuren nachzuweisen. Proben schickte er seinem Bruder Wilhelm, einem Apotheker in Altona, zur chemischen Analyse. Seine in Italien angefertigten Rekonstruktionen der malerischen Ausstattung antiker Villen inspirierten seine späteren Entwürfe für die Dekorationsmalereien in Dresden und Wien. 1834 erschien seine Arbeit Vorläufige Bemerkungen über bemalte Architectur und Plastik bei den Alten, worin er eindeutig für die Polychromie Stellung bezog, was er durch seine Farbuntersuchungen an der Trajanssäule in Rom untermauerte. Seine Thesen erhielten Zustimmung von Karl Friedrich Schinkel, brachten ihm aber auch die Gegnerschaft des Kunsttheoretikers Franz Kugler ein.
1833 hatte er in Rom seinen ersten Bauauftrag durch den Kaufmann und Bankier Conrad Hinrich Donner, für den er auf dessen Landsitz in Altona (heute Hamburg-Ottensen) ein kleines Privatmuseum errichtete. Dies sollte Sempers erster Museumsbau werden, für den ursprünglich der dänische Architekt C.F. Hansen vorgesehen war. Der von einer oktogonalen Kuppel bekrönte Pavillon für die private Skulpturensammlung vereinigte ein Gewächshaus in einer Eisen- und Glaskonstruktion und eine kleine Orangerie. Schon damals bemühte sich Semper um die optimale Beleuchtung der Ausstellungsobjekte. Die Frage der optimalen Beleuchtung sollte auch bei allen seinen weiteren Galerie- und Museumsbauten von zentraler Bedeutung sein. Gottfried Semper war Mitglied des Hamburger Künstlervereins von 1832.

### Dresden (1834 bis 1849)

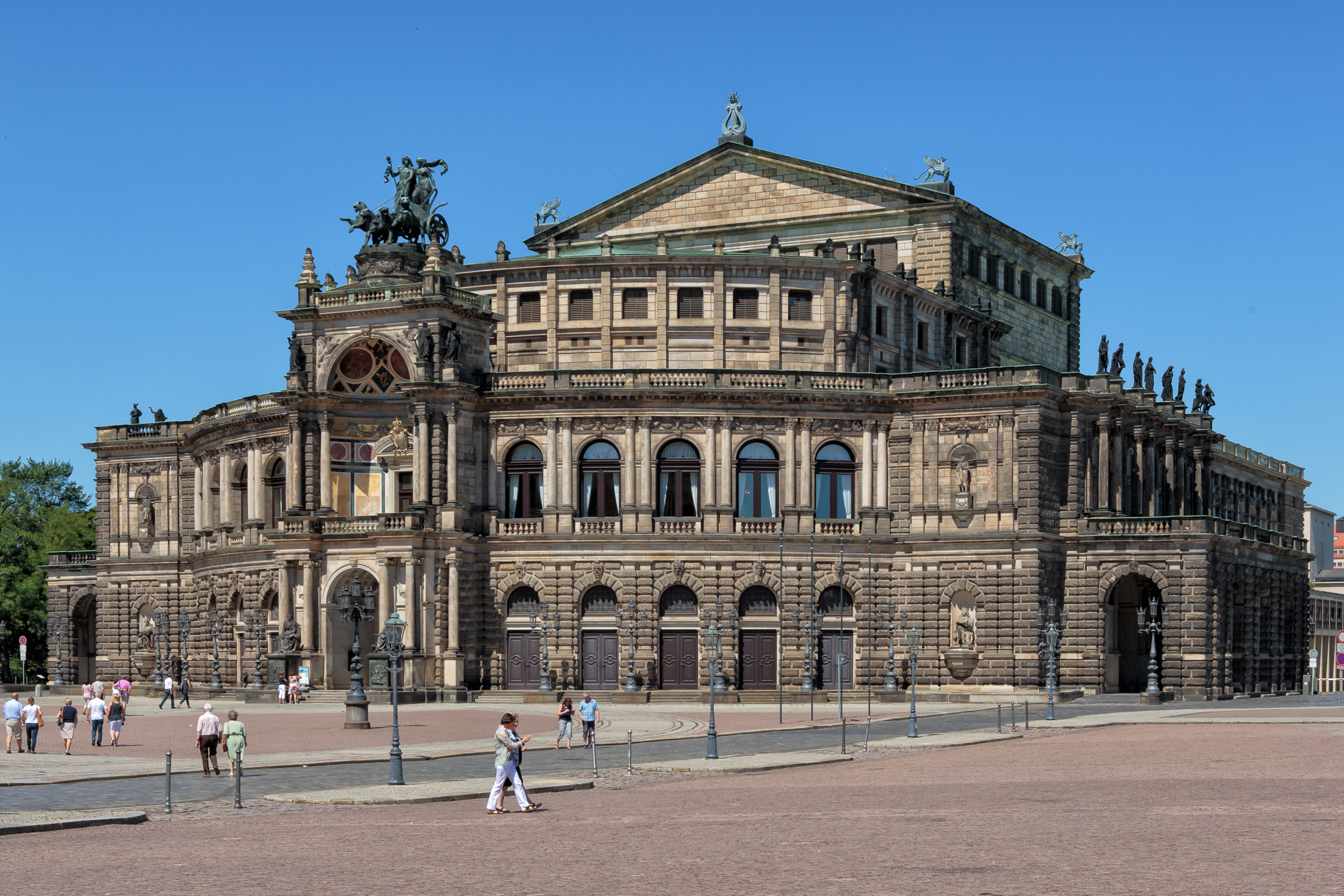
Semperoper

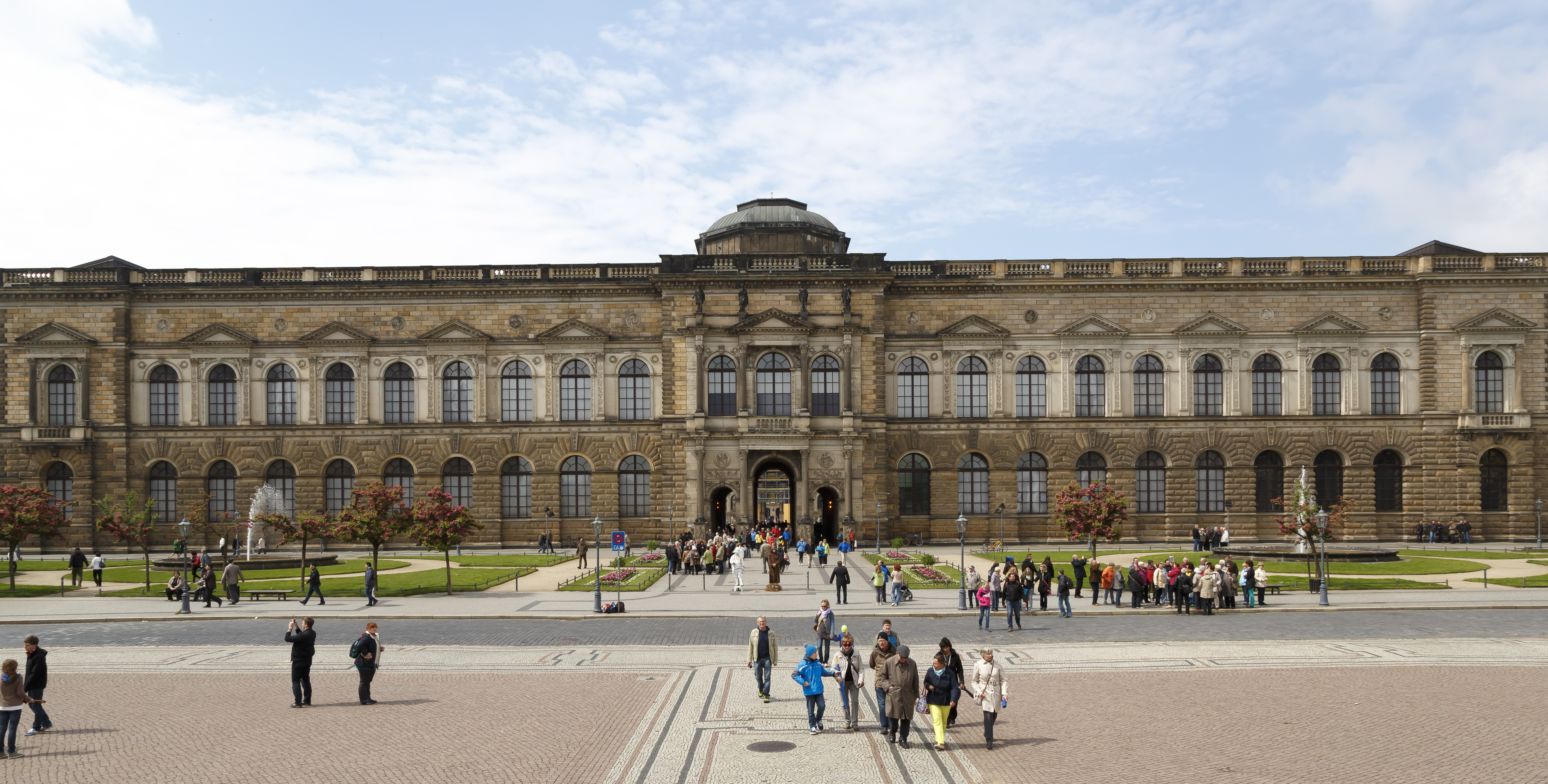
Sempergalerie

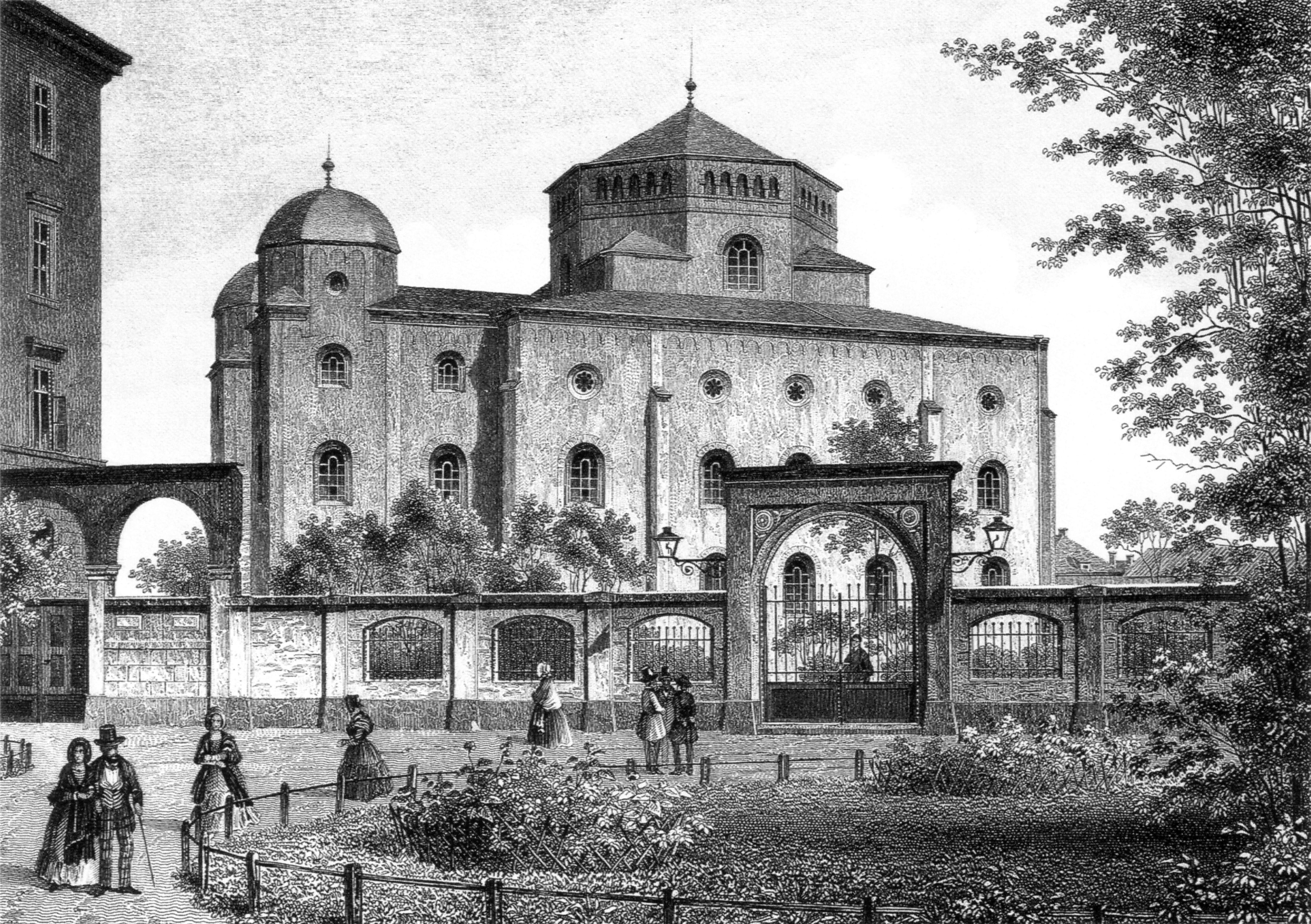
Sempersynagoge

Durch Franz Christian Gau, bei dem er in Paris gearbeitet hatte, und auf Empfehlung von Schinkel hin erhielt Semper am 17. Mai 1834 die Berufung als Professor der Baukunst an die Königliche Akademie der bildenden Künste zu Dresden und wurde am 30. September in dieses Amt eingeführt. Schüler von Gottfried Semper an der Kunstakademie waren u. a. Ludwig Theodor Choulant (1827–1900), Adolf Heinrich Lier und Oskar Mothes. Semper leistete dem sächsischen König Anton dem Gütigen den Untertaneneid und wurde damit sächsischer Staatsbürger. Er wurde Direktor der Dresdner Bauschule.
In Dresden war Semper Mitglied in einer Vielzahl künstlerisch-literarischer Vereine. Er gehörte dem Sächsischen Kunstverein ebenso an wie den Zirkeln um Johann Gottlob von Quandt, Martin Wilhelm Oppenheim und Julius Mosen. Er war Mitglied im Hiller-Kränzchen und in Hillers Salon sowie mit Richard Wagner in der vorrevolutionären Montagsgesellschaft, der Albina und im Vaterlandsverein. Ferner trat er der Freimaurerloge Zu den drei Schwertern und Asträa zur grünenden Raute bei. Am 1. September 1835 heiratete Semper die Majorstochter Bertha Thimmig, die von 1836 bis 1848 insgesamt sechs gemeinsame Kinder gebar.
1837 legte er die ersten Entwürfe zu einer Erweiterung des Zwingers (Zwingerforum) und eines Hoftheaters vor. Davon wurde in den nächsten Jahren das 1841 eröffnete erste Königliche Hoftheater (1869 abgebrannt) ausgeführt. Die Pläne zum Zwingerforum wurden mehrfach überarbeitet, aber nicht realisiert. Stattdessen wurde 1846 entschieden, den Zwinger nach Nordosten durch eine Gemäldegalerie abzuschließen. Semper reiste nach Italien, um dort Galerien kennenzulernen. Der von ihm vorgelegte Entwurf wurde zur Ausführung angenommen, bereits im Sommer 1847 wurde mit den Bauarbeiten begonnen. Nach Sempers Flucht aus Dresden 1849 bekam der Landbaumeister Karl Moritz Haenel die Aufgabe, den Bau (bis 1855) zu vollenden. Die damit entstandene Platzanlage zwischen Zwinger, Katholischer Hofkirche und Schloss durch den Bau der Gemäldegalerie und des Hoftheaters beeindruckt noch heute als wirkungsvolles Ensemble.
Neben diesen großen Aufträgen entstanden auch andere Bauten, die untrennbar mit seinem Namen verbunden sind, etwa das Maternihospital, die (in der Zeit des Nationalsozialismus zerstörte) Dresdner Synagoge, das Stadtpalais Oppenheim oder die für den Bankier Martin Wilhelm Oppenheim (1781–1863) errichtete Villa Rosa. Letztere gilt als Prototyp deutscher Villenarchitektur.
Nach dem Hamburger Brand 1842 war Semper vom 21. bis 28. Mai in Hamburg und reichte seinen Aufbauplan als Variante zum ersten Plan von Lindley ein, dem nach Sempers Auffassung der „künstlerische Zug“ fehlte. Sempers Ideen kamen zwar nicht direkt zum Tragen, wurden allerdings zum Teil im Aufbauplan von Chateauneuf aufgegriffen.
Die Deutsche Revolution erreichte im Mai 1849 auch Dresden, wo es zum Dresdner Maiaufstand kam. Gottfried Semper und sein Freund Richard Wagner kämpften als überzeugte Republikaner für bürgerliche Grundrechte. Als Angehöriger der Dresdner Kommunalgarde ließ Semper Barrikaden umbauen, so dass diese effizienter verteidigt werden konnten. Er trat jedoch, obwohl aufgefordert, nicht der provisorischen Regierung bei, da er dies mit seinem Untertaneneid für nicht vereinbar hielt. Der Aufstand scheiterte schließlich am 9. Mai 1849. Semper floh über Pirna und Zwickau und erreichte am 16. Mai Würzburg. Am gleichen Tag wurde von der neuen Regierung ein Steckbrief gegen den „Demokraten I. Klasse“ und „Haupträdelsführer“ Semper erlassen. Seine Familie blieb zunächst in Dresden.
Obwohl Sempers Reputation als Architekt vor allem durch seine Entwürfe und ausgeführten Gebäude in Dresden begründet war, kehrte Semper Dresden für immer den Rücken. Auch in England und Zürich wurde Semper noch von der sächsischen Polizei bespitzelt. Erst 1863 hob die sächsische Regierung den Steckbrief gegen ihn auf. Als das von ihm erbaute erste Hoftheater 1869 Opfer eines Feuers wurde und Sachsens König Johann auf Drängen der Bürgerschaft ihn mit dem Bau des zweiten beauftragte, lieferte er zwar die Pläne, die Bauleitung aber übernahm sein Sohn Manfred Semper, der ebenfalls Architekt war.

### Exilzeit (1849 bis 1855)
Semper flüchtete über Zwickau, Hof, Karlsruhe und Straßburg zunächst nach Paris und dann nach London ins Exil. In Paris blieb er bis zum Herbst 1850, konnte sich aber keine gesicherte Existenz aufbauen. Er erarbeitete dort den Entwurf einer Synagoge, der Bau wurde jedoch nicht ausgeführt. Nach Sempers Flucht wurde im Sommer 1850 der Architekt Hermann Nicolai sein Nachfolger als Professor des Bauateliers der Akademie der Bildenden Künste. Nicolai lehrte in Dresden bis zu seinem Tod 1881 einen Stil der sächsischen Neorenaissance, der als sogenannte Semper-Nicolai-Schule von vielen seiner Schüler weiterverbreitet wurde.
Obwohl Semper zunächst den Plan hatte, nach Amerika auszuwandern, brach er wieder mit diesem Vorhaben, als er sich bereits auf dem Schiff zur Überfahrt befand. Der Grund dafür war eine ihm in England zugesagte Tätigkeit. So lernte er in London Henry Cole (1808–1882) kennen, den Leiter der School of Designs. Durch diesen erhielt er 1852 die Möglichkeit zu einer Lehrtätigkeit am Department of Practical Art der School of Designs. Auf Empfehlung Coles erhielt er auch den Auftrag, für die Weltausstellung 1851 die Abteilungen Kanadas, der Türkei, Ägyptens, Schwedens und Dänemarks im Kristallpalast  einzurichten. Ein anderer Gelegenheitsauftrag war der Bestattungswagen für den Herzog von Wellington (1852). In diesen Jahren publizierte er Die vier Elemente der Baukunst (1851) und  Wissenschaft, Industrie und Kunst (1852). Außerdem entstanden Vorarbeiten für sein späteres Hauptwerk Der Stil in den technischen und tektonischen Künsten oder Praktische Ästhetik, das 1860 und 1863 in zwei Bänden erschien.
Ebenfalls durch Cole lernte Semper Prinz Albert von Sachsen-Coburg und Gotha kennen, den Prinzgemahl der Königin Victoria von England. Dieser wollte auf dem mit den Einnahmen der Weltausstellung angekauften Areal in South Kensington ein Kulturforum („Albertopolis“) errichten und bat Cole und Semper, Pläne dafür auszuarbeiten. 1855 legte Semper seine Entwürfe vor und der Prinz war davon sehr angetan. Ausgeführt wurden sie jedoch nie, da sie vom Board of Trade als finanziell zu riskant abgelehnt wurden.

### Zürich (1855 bis 1871)

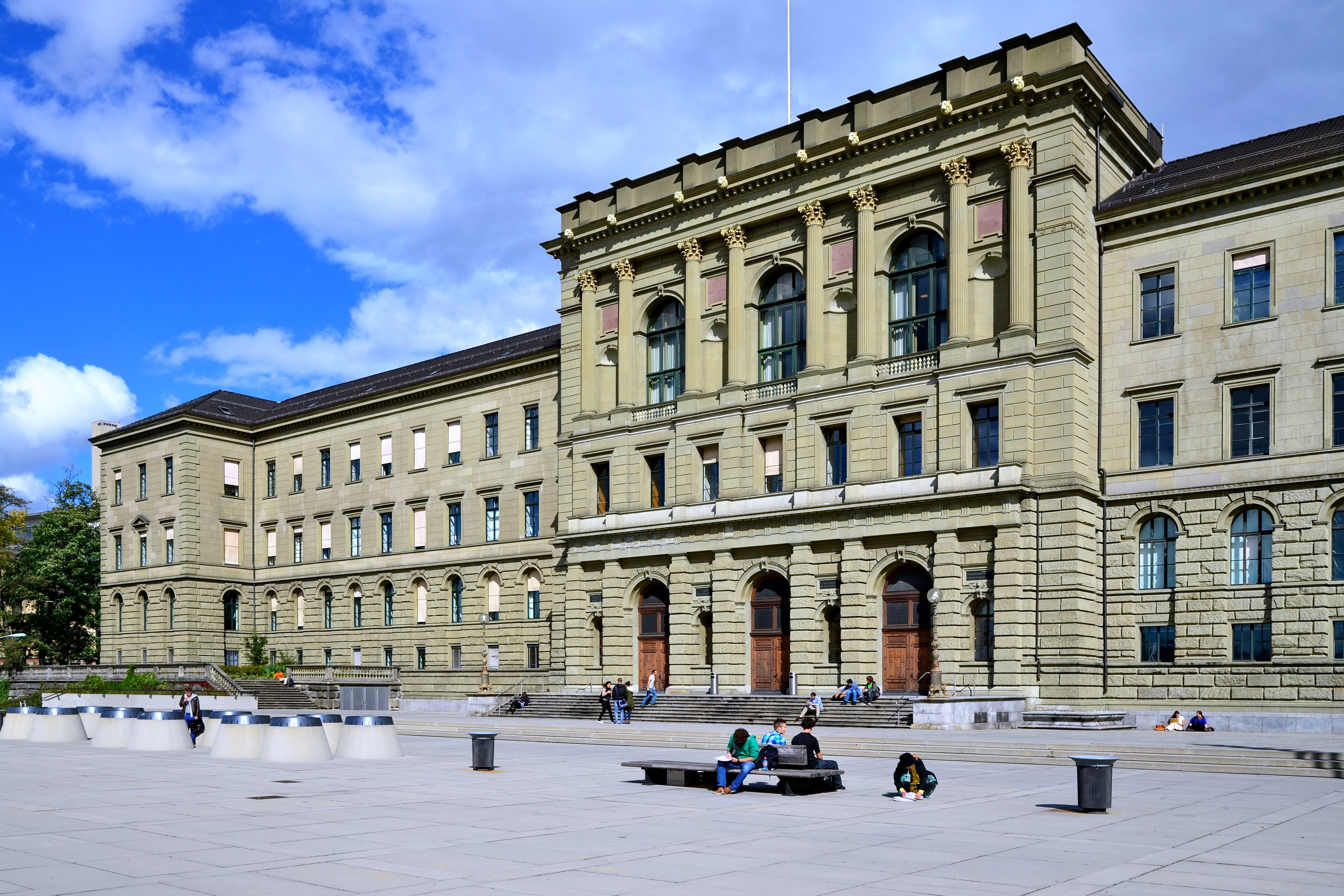
Polytechnikum Zürich

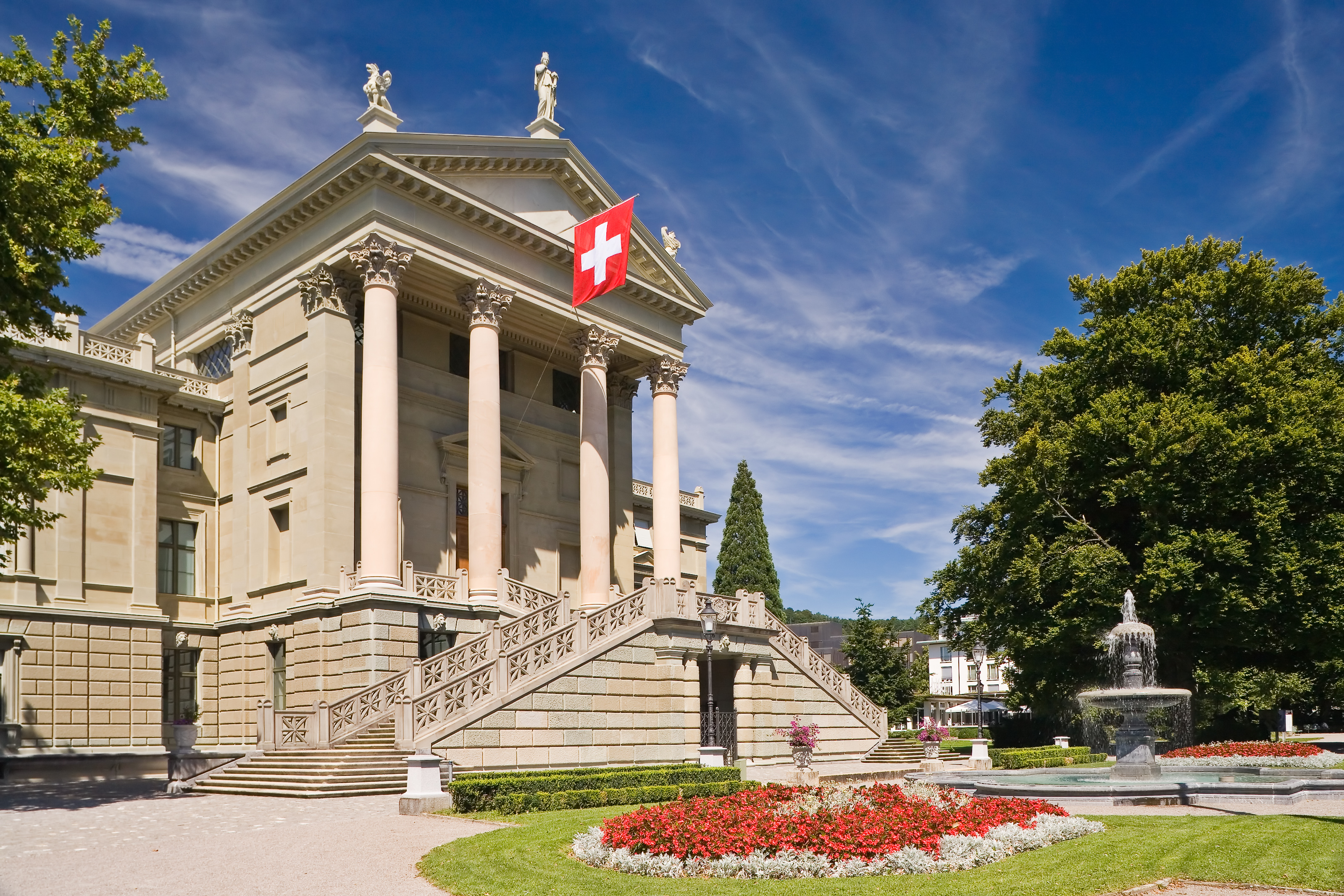
Stadthaus Winterthur

1855 ging Semper auf Vermittlung Richard Wagners nach Zürich. Am 7. Februar 1855 ernannte ihn der Schweizer Bundesrat zum Professor auf Lebenszeit. Er wirkte ab 1855 als Professor für Architektur am neuen Polytechnikum und viele seiner Schüler, so Alfred Friedrich Bluntschli, Johann Rudolf Rahn und Theophil Tschudy sorgten später mit für seinen internationalen Ruhm – nicht ohne Eigennutz, denn die meisten Semperschüler aus Zürich waren selbst berühmte und erfolgreiche Architekten geworden. Die Bezahlung erlaubte es Semper, seine Familie aus Sachsen nach Zürich nachkommen zu lassen.
Die Schweizerische Eidgenossenschaft plante nach der Gründung des modernen Bundesstaates 1848, ein gesamtschweizerisches Polytechnikum in Zürich zu errichten. Die nun in einem Architektenwettbewerb eingereichten Entwürfe für ein Hochschulgebäude begutachtete Semper als Experte, erklärte sie für ungenügend und entwickelte ein eigenes Konzept; dies sollte sich später in Wien wiederholen. Stolz platziert und von allen Seiten gut sichtbar auf einer Terrasse oberhalb der Zürcher Altstadt, wo kurz vorher noch Befestigungsanlagen standen, symbolisierte die neue eidgenössische Bildungsanstalt den Beginn einer neuen Epoche. Das 1858–1864 errichtete Hauptgebäude, das trotz vieler Umbauten, unter anderem durch Gustav Gull nach 1915, noch heute an Semper erinnert, musste am Anfang nicht nur das neu entstandene Polytechnikum (seit 1911 Eidgenössische Technische Hochschule Zürich, ETH), sondern auch die bereits existierende Zürcher Universität aufnehmen.
1861 verlieh die Schweizer Gemeinde Affoltern am Albis Semper als Gegenleistung für die Planung des Umbaus des Kirchturms das Bürgerrecht. Dieses Bürgerrecht wurde im Dezember 1861 von der Zürcher Kantonsregierung bestätigt. Ausgestattet mit Schweizer Reisepässen konnte Semper in der Folge auch wieder Reisen nach Deutschland unternehmen. Sein theoretisches Hauptwerk Der Stil in den technischen und tektonischen Künsten oder Praktische Ästhetik in zwei Bänden, publiziert 1860 und 1863 in Deutschland, entstand ebenfalls in Zürich. Zu den weiteren in der Schweiz entstandenen Bauten Sempers zählt unter anderem die Eidgenössische Sternwarte (1861–1864) in Zürich und das Stadthaus (1865–1869) in Winterthur.
Für König Ludwig II. von Bayern konzipierte Semper einen Entwurf für ein Richard-Wagner-Festspielhaus am Isarhochufer zwischen Friedensdenkmal und Maximilianeum in München. Die von 1864 bis 1866 entstandenen Planungen für das Festspielhaus blieben unrealisiert, die im Theaterbau ungewöhnliche Konzeption der beiden monumentalen Feststiegen als Querflügel wurde beim späteren Bau des Wiener Burgtheaters aufgenommen. Er gilt somit als Mitbegründer der modernen Theaterarchitektur. 1866 wurde Semper zum auswärtigen Mitglied der Bayerischen Akademie der Wissenschaften ernannt.

### Wien (1871 bis 1877)

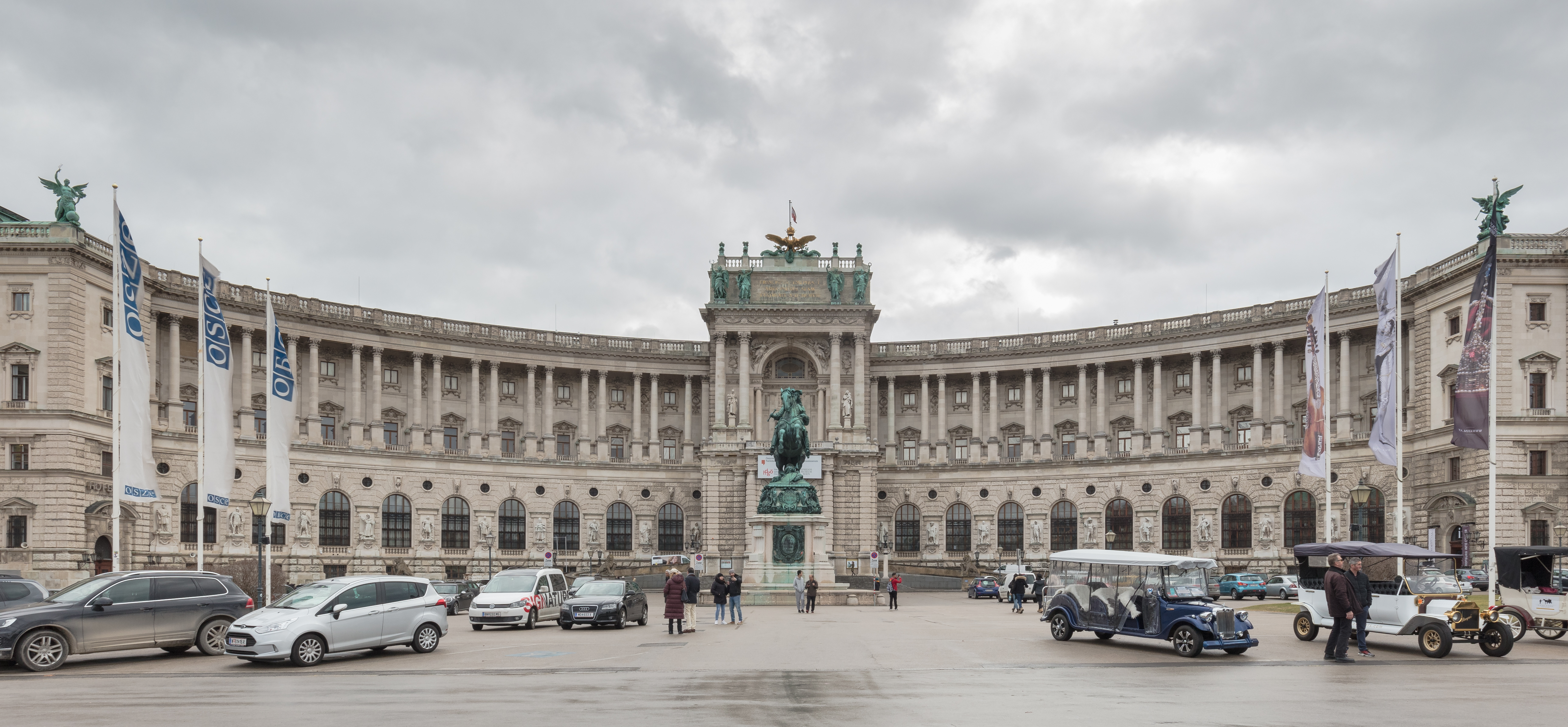
Neue Hofburg

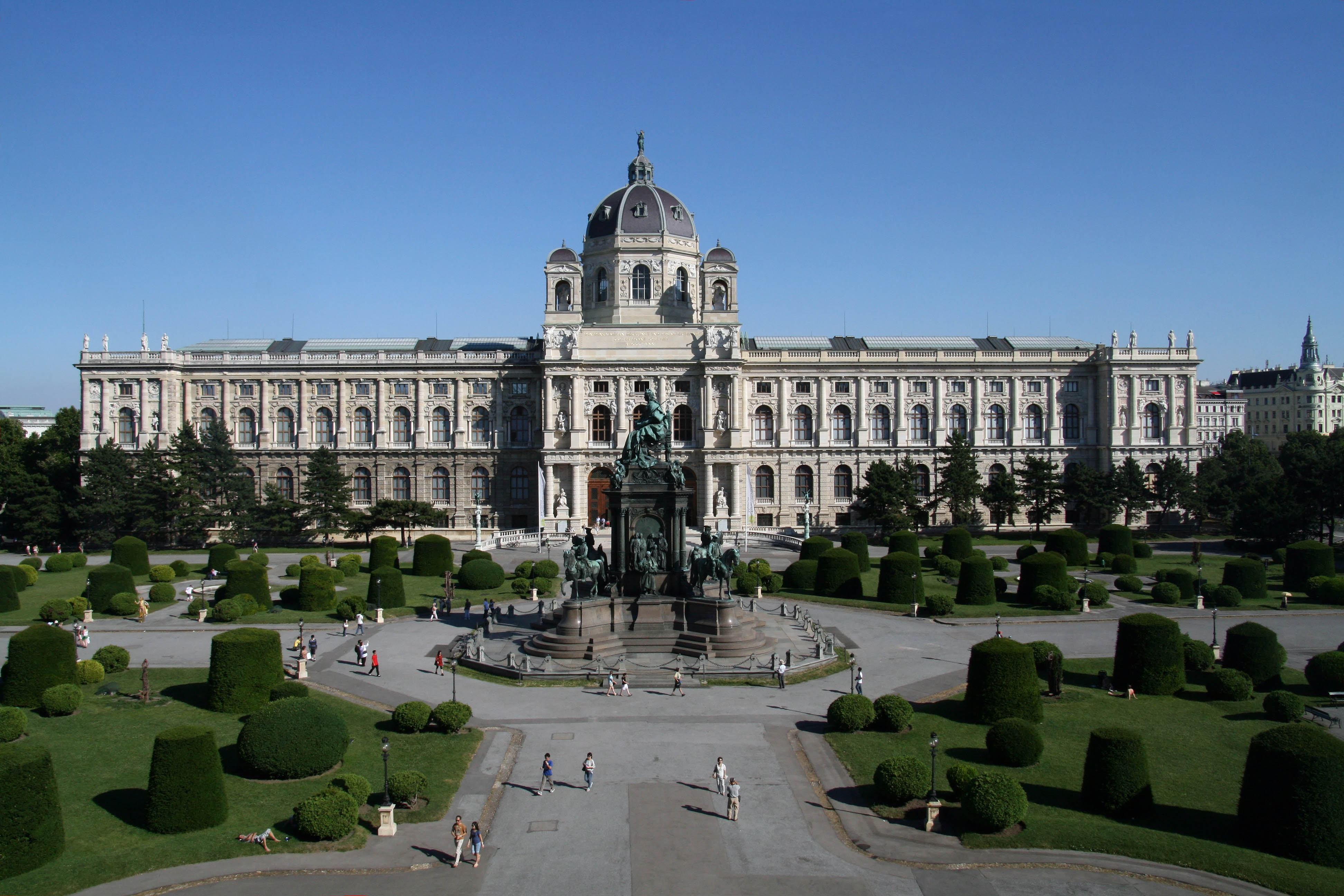
Neues Hofmuseum

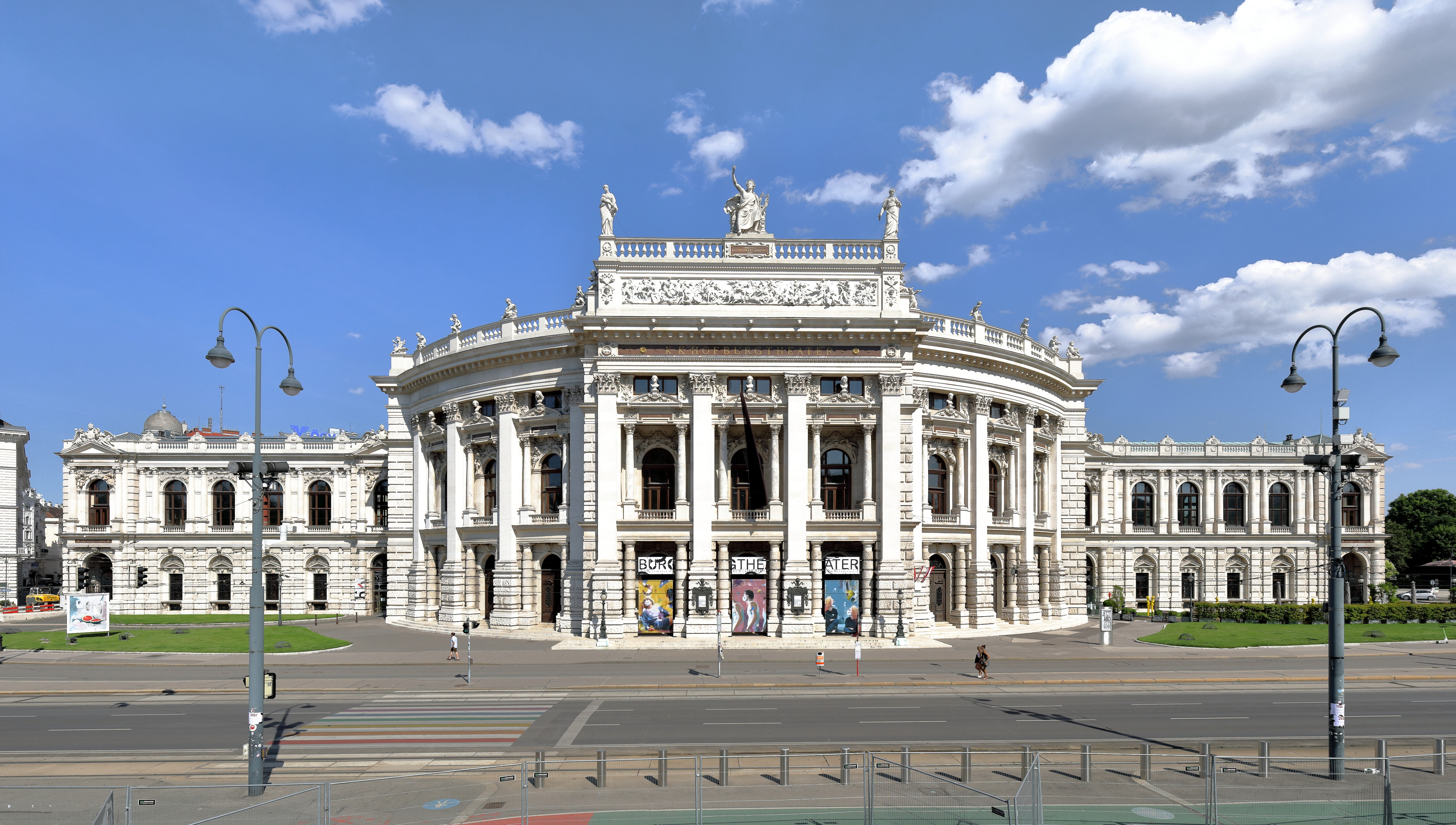
Neues Hofburgtheater

Schon 1833 gab es in Wien erste Pläne für die öffentliche Präsentation der Kaiserlichen Kunstsammlungen. Mit den Planungen der Wiener Ringstraße 1857 wurde die Museumsfrage erneut akut. Die Exponate der kaiserlichen Kunstsammlungen waren in verschiedenen Gebäuden untergebracht und die Naturaliensammlungen fristeten in den beengten Räumlichkeiten der Hofburg ihr Dasein. Bezüglich der Einrichtung von Museen (allerdings über Museen für Kunstindustrie) hatte Semper 1852 in London in englischer Sprache eine Arbeit verfasst, deren Manuskript er im Jahre 1867 dem Österreichischen Museum für Kunst und Industrie (heute Museum für angewandte Kunst (MAK) Wien) schenkte. Sie wird in der MAK-Bibliothek und Kunstblättersammlung aufbewahrt. Als nach zwei Wettbewerben für die Museen (1866 und 1867) noch immer keine befriedigende Lösung gefunden war, wurde der Ruf nach einer internationalen Jury laut und der Name Semper wurde immer öfter genannt. Sicher spielten auch hier seine – wenn auch in der Form nie ausgeführten – Pläne für das Zwingerforum in Dresden eine entscheidende Rolle. Diese Pläne Sempers waren in Wiener Architekturkreisen durchwegs bekannt, so wurde etwa 1844 in der Allgemeinen Bauzeitung über sie berichtet („Entwurf zu einem Museum zur Aufnahme von Kunstsammlungen, namentlich der berühmten Gemäldesammlung“, „[a]nderer Entwurf zu einem neuen Museum“).
1869 forderte der k. k. Oberstkämmerer Graf Franz Folliot de Crenneville Semper auf, die eingereichten Wettbewerbs-Pläne zu begutachten. Semper legte am 11. März 1869 ein ausführliches Gutachten vor, in dem er aber beide Pläne verwarf und ein eigenes Konzept (mit der Hofburg als Mittelpunkt) vorschlug. Nach einer persönlichen Unterredung mit dem Kaiser Franz Joseph I. erhielt er den Auftrag, einen Vorschlag für Neubauten an der Wiener Ringstraße zu machen. Er entwarf 1869 ein riesiges „Kaiserforum“, das jedoch nur teilweise verwirklicht wurde. Vor der Wiener Hofburg entstanden als Ergebnis seiner Pläne das Kunsthistorische und das Naturhistorische Hofmuseum sowie der Burggartentrakt der Neuen Hofburg. Unausgeführt blieben der Volksgartentrakt der Neuen Hofburg; der in der barocken Fischer-von-Erlach-Achse gelegene und von einer achteckigen Kuppel bekrönte Mitteltrakt mit Prunkstiege, Thron- und Festsaal; sowie die Triumphbögen auf der Ringstraße. Das Hofburgtheater, ursprünglich hinter dem Volksgartentrakt der Neuen Burg und mit diesem durch einen Bogen verbunden geplant, wurde schließlich in freistehender Form an der Ringstraße gegenüber dem Neuen Rathaus erbaut.
1871 siedelte Semper wegen dieser Aufträge nach Wien um. Auf Wunsch des Kaisers Franz Joseph I. musste er jedoch einen mit den Wiener Verhältnissen vertrauten Mitarbeiter wählen (vorzugsweise aus der Reihe der Wettbewerbsarchitekten). Sempers Wahl fiel auf Carl von Hasenauer, dessen Entwurf er im Sinne seines Gesamtkonzeptes überarbeitete. Nicht zuletzt deshalb kam es bei den Bautätigkeiten zwischen Semper und Hasenauer immer wieder zu Streitigkeiten um die Urheberschaft der Entwürfe. Anfang 1872 erteilte Franz Joseph I. den Plänen von Semper und Hasenauer seine Zustimmung. Ferdinand von Fellner-Feldegg (1855–1936) veröffentlichte zum Streit 1895 einen Artikel in der Zeitung Der Architekt, in der er Gottfried Semper die Urheberschaft der Entwürfe zuschrieb. 1876 beendete Semper daher seine Mitarbeit an diesem Projekt. Inzwischen war er aber wegen seiner künstlerischen Werke, die ihn im deutschen Sprachraum nach Schinkel zum wohl bedeutendsten Architekten auswiesen, am 31. Mai 1874 mit dem preußischen Orden pour le mérite für Wissenschaft und Künste ausgezeichnet worden.

### Späte Jahre
Kurz darauf hatte Semper mit gesundheitlichen Problemen zu kämpfen. Wie sein Sohn Manfred später schrieb, wurde sein Vater im Februar 1877 „mitten in einer grossen Gesellschaft zum ersten Male von einem heftigen asthmatischen Anfalle heimgesucht, der sich in kurzer Zeit in Besorgniss erregender Weise wiederholte und ihn namentlich während der Nächte quälte, so dass er leider zu Schlafmitteln, Chloral und dergleichen greifen musste“. Auf Anraten seines Freundes und Arztes Adolf Martin Pleischl begab er sich im Juni nach Bad Reichenhall.

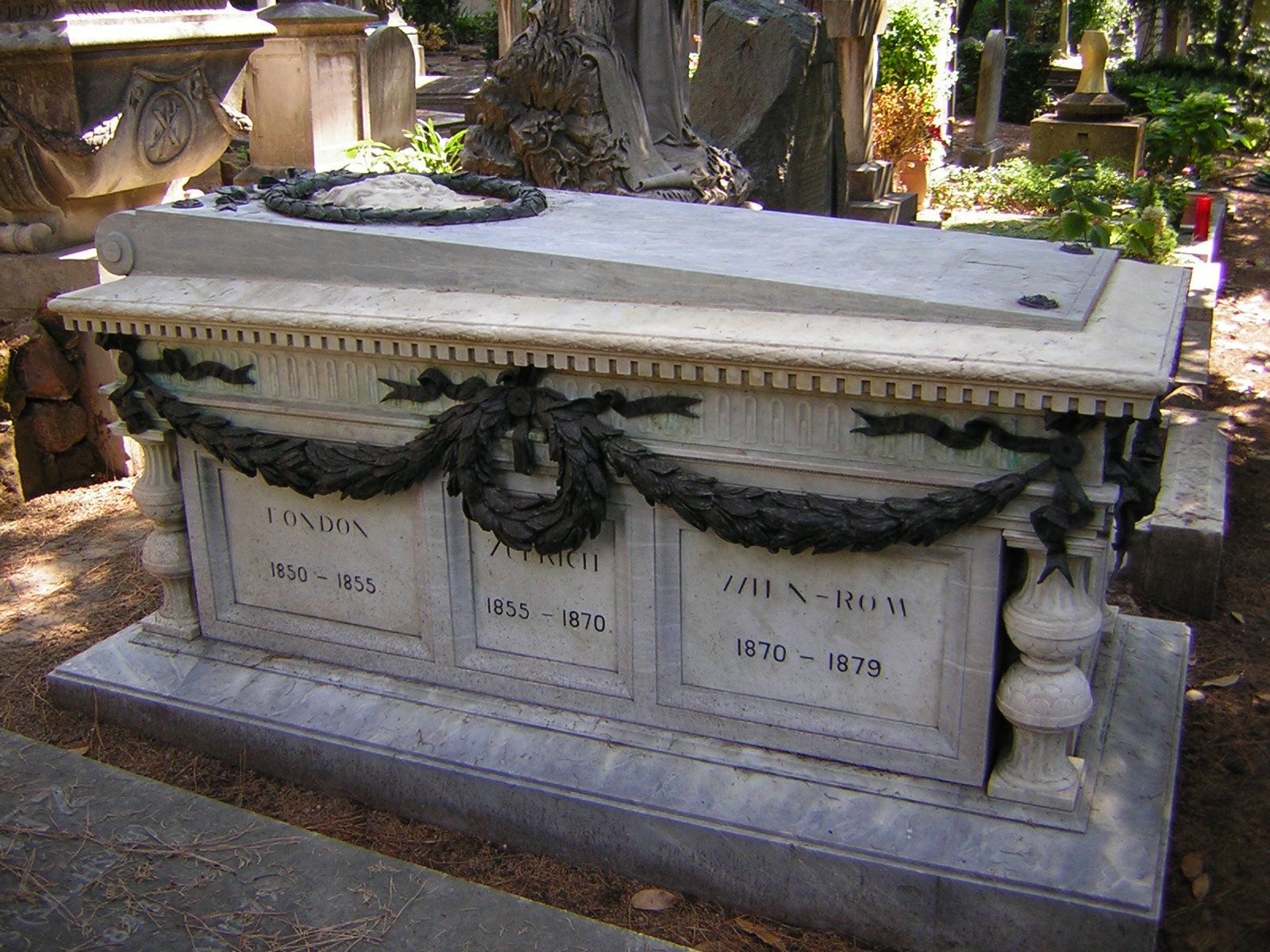
Sempers Grabstätte auf dem Protestantischen Friedhof in Rom

Seine letzten Lebensjahre verbrachte Semper in Italien. Am 15. Mai 1879 starb er im Alter von 75 Jahren auf einer Reise in Italien. Er wurde auf dem protestantischen Friedhof an der Cestius-Pyramide im Römer Viertel Testaccio beigesetzt. Am 15. Mai 1883, Sempers viertem Todestag, wurde „das von seiner Familie ihm gewidmete Denkmal enthüllt. Es ist von Sempers Sohn Manfred, dem Architekten, entworfen, und hat die Form eines antiken Sarkophags, aus grauem und weißem Marmor zusammengesetzt. An den vier Ecken ist es mit Balustren, an den Seiten mit reichen Blumen- und Fruchtgewinden aus Bronze verziert. Eine aus dem Deckel ein wenig schräg sich erhebende Platte von dunklerer Farbe trägt das wohlgetroffene Medaillon-Porträt von weißem karrarischen Marmor, modellirt von dem anderen Sohne Emanuel. An den vier Seiten zeigen sieben hellere Platten in goldener Unzialschrift die Namen der Städte und die Jahreszahlen, welche das Leben und die Wirksamkeit des Verewigten treffend bezeichnen. Die achte Platte enthält eine schön gearbeitete Relief-Darstellung des von seinen Arbeiten ausruhenden Herkules, ein antiker Kunstanschauung sinnvoll entlehntes Grabsymbol.“

### Familie
Gottfried Semper heiratete 1835 in Dresden Bertha Thimmig (1810–1859). Aus dieser Ehe gingen vier Söhne und drei Töchter hervor, darunter:
- Elisabeth (1836–1872), verheiratet mit dem Juristen Heinrich Mölling
- Manfred (1838–1913), Architekt
- Conrad Julius Herrmann (1841–1893), Fabrikant in Philadelphia
- Anna (1843–1908), verheiratet mit dem Historiker Theodor von Sickel
- Hans (1845–1920), Kunsthistoriker
- Emanuel (1848–1911), Bildhauer

Der Zoologe Karl Semper war ein Neffe von Gottfried Semper.

## Werk

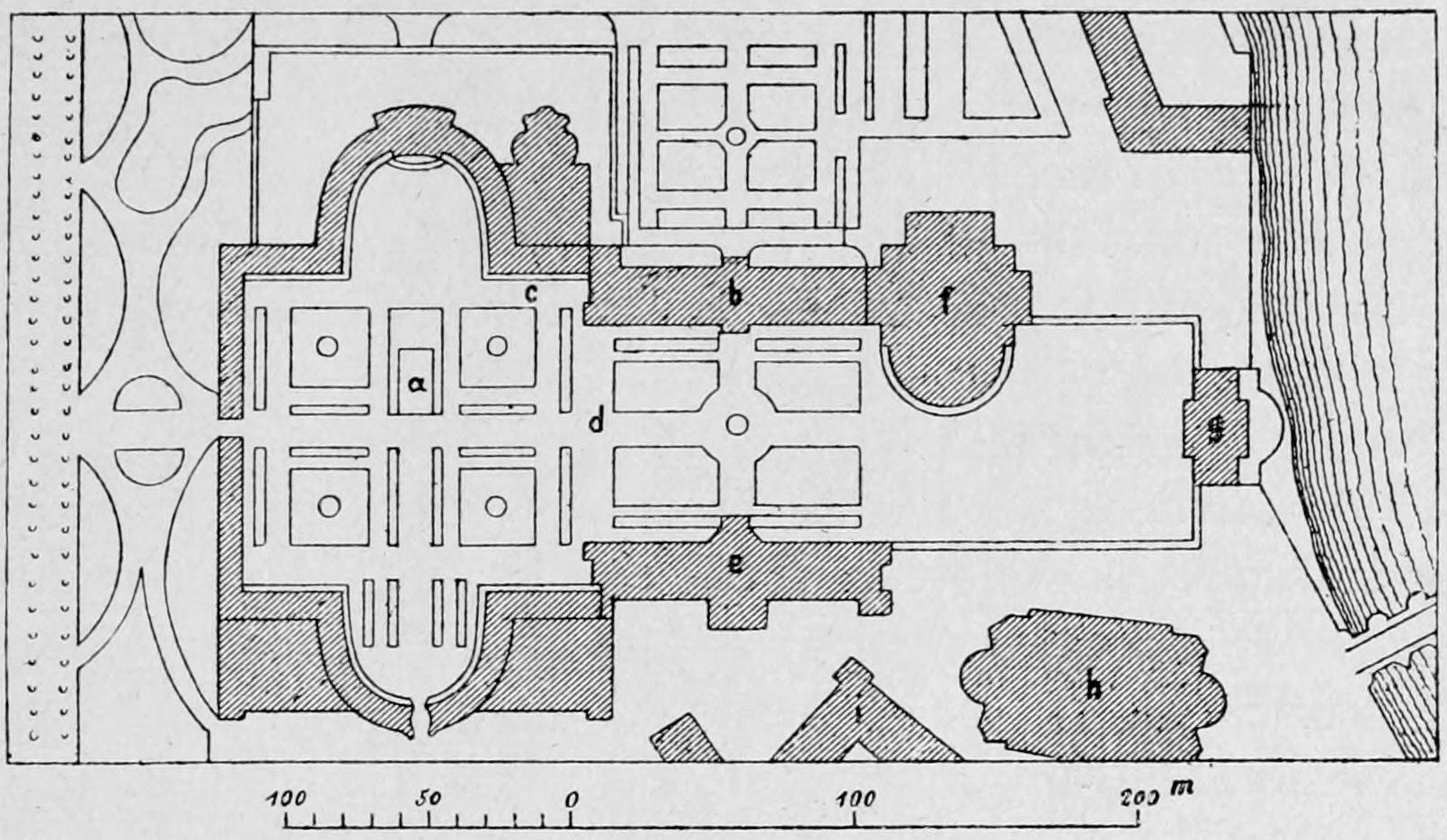
Nicht ausgeführter Entwurf zum Dresdner Zwingerforum

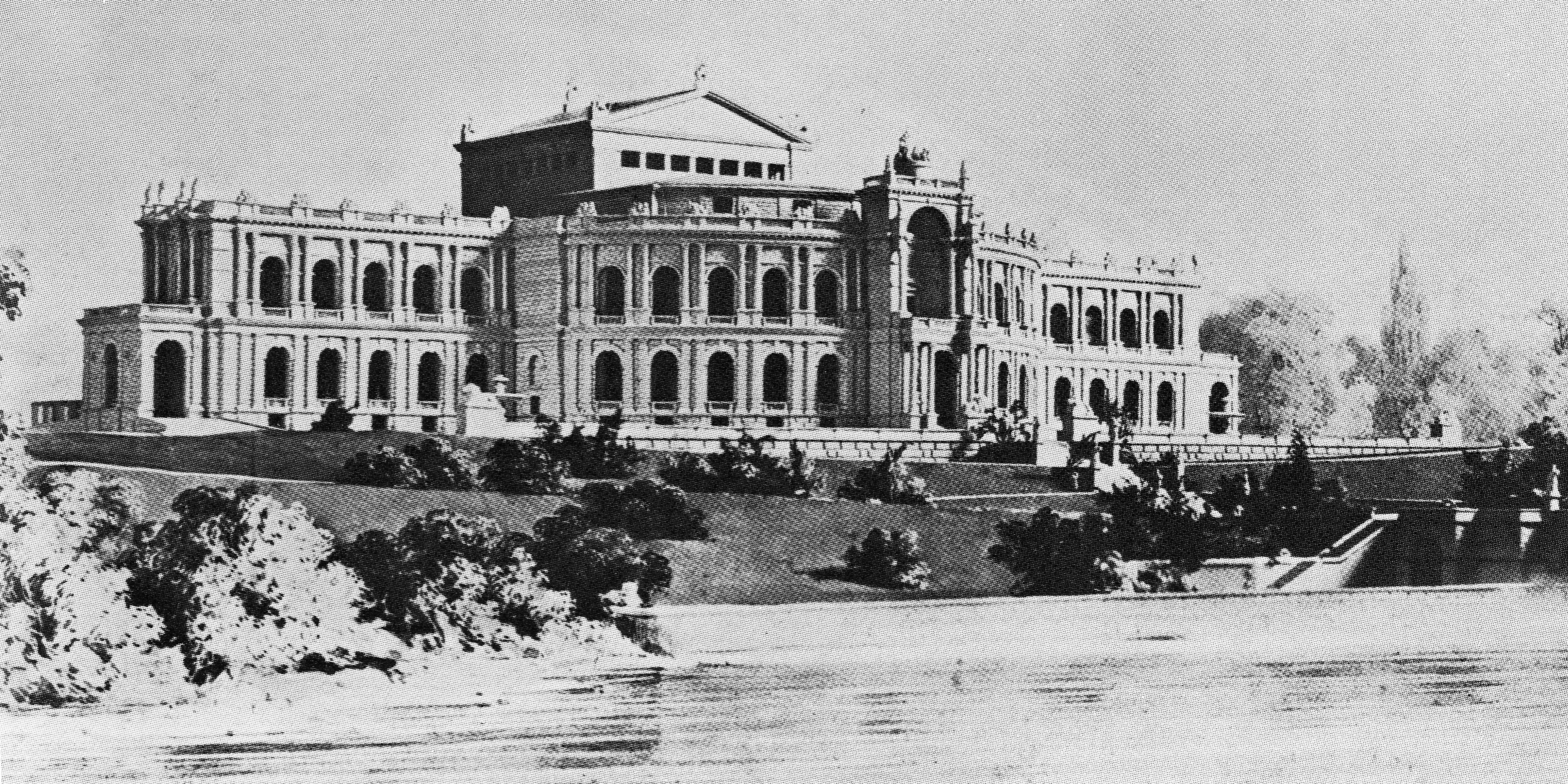
Nicht ausgeführter Entwurf zum Münchner Festspielhaus

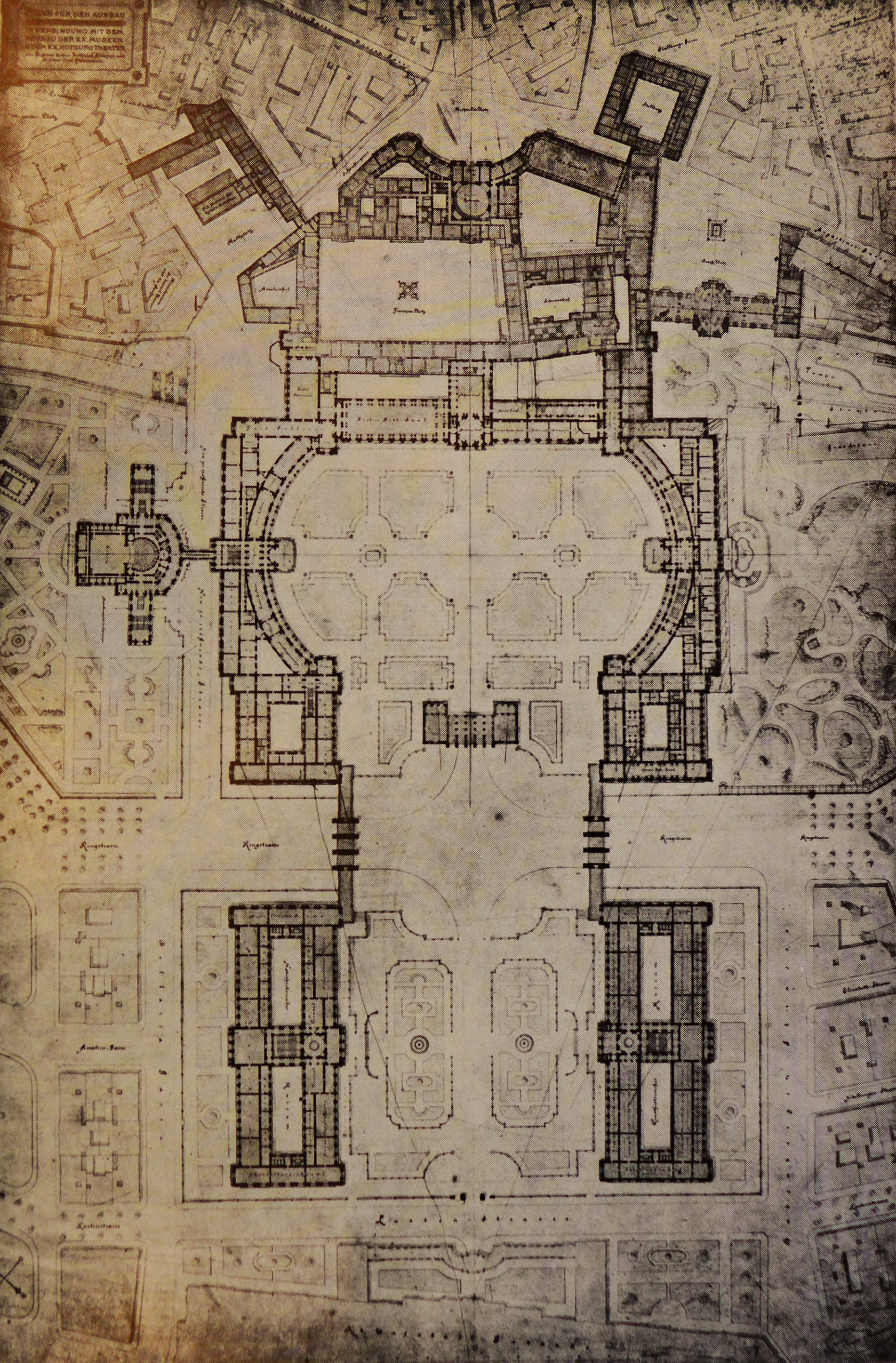
Teilweise ausgeführter Entwurf zum Wiener Kaiserforum

Das 1869 niedergebrannte Dresdner Hoftheater war Sempers erstes Hauptwerk und begründete seinen Ruhm als Architekt. Sein künstlerisches Ziel, die Funktion und innere Gliederung eines Gebäudes in dessen äußerer Erscheinung widerspiegeln zu lassen, erwies sich für den Theaterbau des 19. Jahrhunderts als richtungsweisend. Er knüpfte dabei an die Reformbestrebungen von Friedrich Gilly, Carl von Fischer und Karl Friedrich Schinkel an. Als Vorbild galt für ihn dabei die italienische Hochrenaissance. Er orientierte sich vor allem an römischen Großbauten (etwa dem Kolosseum), in denen er die großen Bauaufgaben des 19. Jahrhunderts (z. B. Theater und Bahnhof) am ehesten erfüllt sah. Außerdem gilt Semper als einer der bedeutendsten Kenner der textilen Architektur seit der Vorgeschichte (Zelte, Jurten, Zirkusbauten).

### Bauten und Entwürfe (Auswahl)
Bautzen:
- Alte Kaserne

Dresden:
- Maternihospital – 1837/1838
- Hoftheater – 1838–1841 (abgebrannt 1869)
- Villa Rosa – 1839 (im Zweiten Weltkrieg stark beschädigt, später abgebrochen)
- Synagoge – 1839–1840 (am 9. November 1938 zerstört)
- Palais Kaskel-Oppenheim – 1845–1848 (1951 gesprengt)
- Sempergalerie – 1847–1855
- Neues Hoftheater (Semperoper) – 1871–1878 (im Zweiten Weltkrieg stark zerstört, 1985 nach originalgetreuem Aufbau wiedereröffnet)

Branitz (bei Cottbus):
- Ausbau  Branitzer Schloss 1847–1849

Schwerin:
- Entwurf für das Schweriner Schloss – 1845–1857 (einzelne Ideen durch Friedrich August Stüler, Georg Adolf Demmler und Ernst Friedrich Zwirner realisiert)

Zürich:
- Stadthaus – 1858 (nicht realisierter Wettbewerbsentwurf)
- Polytechnikum, heute ETH – 1858–1864
- Eidgenössische Sternwarte
- Waschschiff – 1862–1864

Castasegna:
- Villa Garbald (1862–1864)

Winterthur:
- Stadthaus – 1865–1869
- Katholische Kirche Neuwiesen – 1864 (nicht realisierter Wettbewerbsentwurf)

Wien (alle Arbeiten gemeinsam mit Carl von Hasenauer):
- Kaiserforum in Wien, dieses enthält
  - Kunsthistorisches Museum – 1872–1881, vollendet 1891
  - Naturhistorisches Museum Wien – 1872–1881, vollendet 1889
  - Neue Hofburg – 1881–1913
- Burgtheater – 1873–1888
- Semper-Depot – 1874–1877 (früher Produktionsort für Theaterdekorationen und -kulissen)

### Schriften (Auswahl)
- Vorläufige Bemerkungen über bemalte Architectur und Plastik bei den Alten. Altona  1834. Digitalisat (PDF; 16,1 MB) bei der ETH-Bibliothek; Digitalisat bei der Bayerischen Staatsbibliothek.
- Die vier Elemente der Baukunst. Braunschweig 1851. Digitalisat (PDF; 15,9 MB).
- Wissenschaft, Industrie und Kunst. Braunschweig 1852[34] Digitalisat (PDF; 4,1 MB)
- Der Stil in den technischen und tektonischen Künsten oder Praktische Ästhetik. Frankfurt am Main/München 1860–1863. Digitalisat von Band 1 (PDF; 138,6 MB), Digitalisat von Band 2 (PDF; 140,4 MB). Nachdruck 1977, ISBN 3-88219-020-5.
- Kleine Schriften. Berlin/Stuttgart 1884. Digitalisat (PDF; 147,5 MB). Nachdruck 1979 und 2008.

## Ehrungen

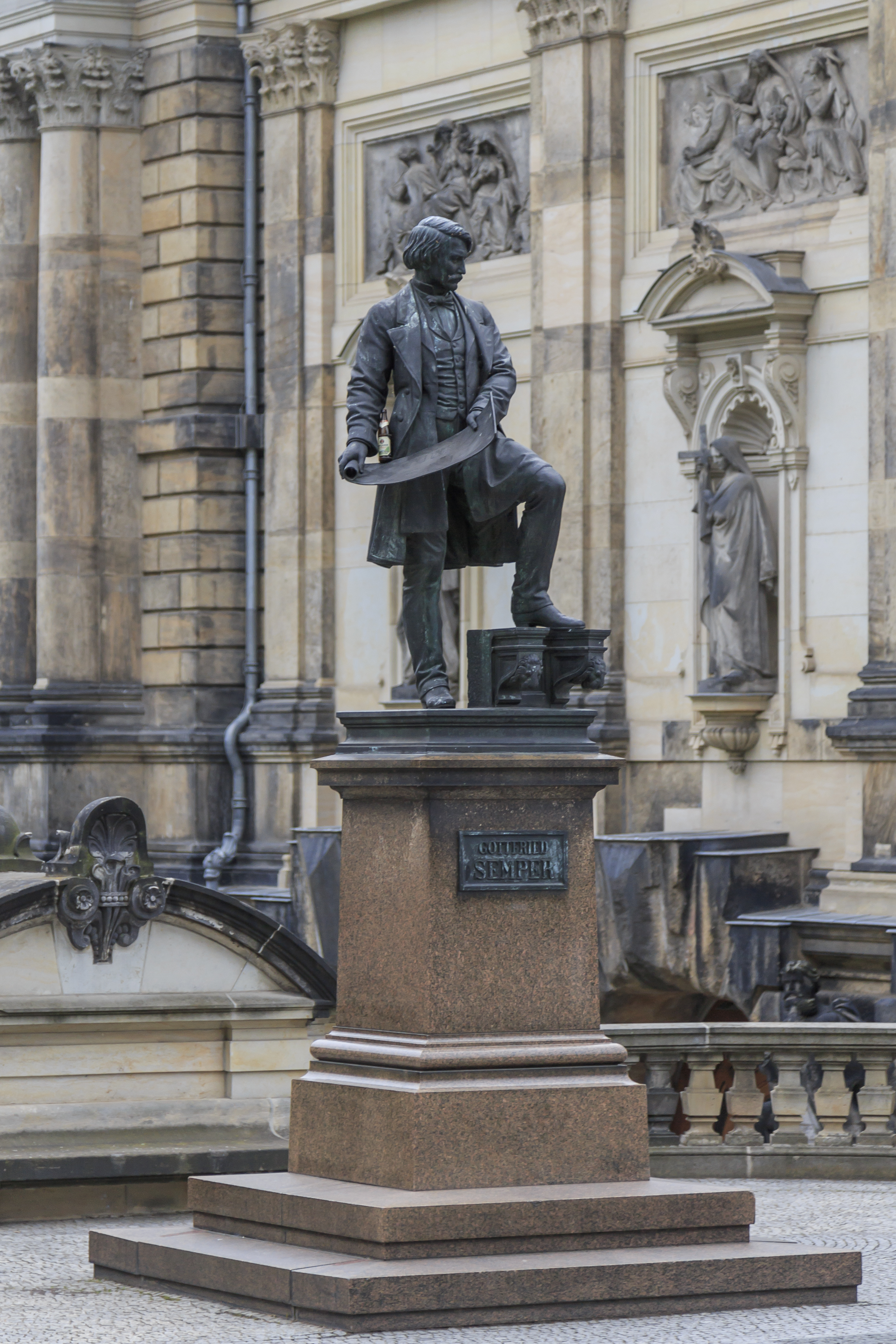
Sempers Denkmal auf der Brühlschen Terrasse in Dresden

### Ehrendoktorwürde
- 1864 Universität Zürich

### Denkmale

Denkmal für Gottfried Semper in der ETH Zürich von Alfred Friedrich Bluntschli und Richard Kissling, 1887

- Gottfried-Semper-Denkmal in Dresden (neben dem Kunstausstellungsgebäude auf der Brühlschen Terrasse) von Johannes Schilling
- Denkmal in Zürich (vor der Nordwestecke des Semperbaus der ETH), 1887
- Denkmal in Hamburg. Der aus Langendorf bei Weißenfels stammende Architekt und Bauherr Franz Bach (1865–1935) erhielt vom ältesten Sohn Sempers die Erlaubnis, sein an der Spitalerstraße 10 errichtetes Kontorhaus (1905–1907) Semperhaus zu nennen. 1907 wurde in der Eingangshalle eine lebensgroße Sitzstatue Gottfried Sempers aus Bronze eingeweiht, die von Sempers jüngstem Sohn Emmanuel Semper geschaffen wurde.
- Semper-Büste von Caspar von Zumbusch im Kunsthistorischen Museum Wien

### Namensgeber
Schule und Schulhaus
- Gottfried-Semper-Schule, Grund- und Gemeinschaftsschule der Stadt Barmstedt
- Schulhaus Semper, eines der Häuser der Primarschule in Affoltern am Albis, Schweiz[35] (Semper hatte den Kirchturm in Affoltern entworfen)

Straßennamen
- Gottfried-Semper-Straße in 06124 Halle
- Gottfried-Semper-Weg in 95444 Bayreuth
- Semperplatz in 22303 Hamburg
- Semperstraße in
  - 12159 Berlin (seit 1914)
  - 33739 Bielefeld
  - 44801 Bochum
  - 09117 Chemnitz
  - 44269 Dortmund
  - 01069 Dresden
  - 45138 Essen (ab 1908)
  - 22303 Hamburg (ab 1907)
  - 04328 Leipzig (ab 1938)
  - 81735 München
  - 26127 Oldenburg
  - 66123 Saarbrücken
  - A-1180 Wien (ab 1894)
- Sempersteig in 8001 Zürich (Hirschengraben 48 bis Künstlergasse)
- Semperweg in 8910 Affoltern am Albis

Astronomie
- Der am 16. Oktober 1977 entdeckte Asteroid (6353) Semper wurde nach ihm benannt.

### Briefmarke
Zu seinem 200. Geburtstag 2003 gab die Deutsche Post eine Sonder-Briefmarke heraus.